# آنجلوس باسیناس
آنجلوس باسیناس (به یونانی: Άγγελος Μπασινάς) (متولد ۳ ژانویه ۱۹۷۶ در کالسیس) بازیکن بین‌المللی فوتبال اهل یونان است که در پست هافبک دفاعی بازی می‌کرد. او سال‌ها عضو تیم ملی فوتبال یونان نیز بوده است. وی کاپیتان تیم ملی یونان نیز بوده است. باسیناس ۱۰۰ بازی ملی و هفت گل ملی در کارنامه دارد.

## تیم ملی یونان
آنجلوس باسیناس اولین بازی ملی خود را در تاریخ ۱۸ اوت ۱۹۹۹ مقابل تیم ملی السالوادور به انجام رساند که با برد سه بر یک یونان همراه بود. وی اولین گل ملی خود را در دومین بازی ملی خود در تاریخ ۲۰ اوت ۱۹۹۹ مقابل تیم ملی السالوادور و دو روز بعد از اولین بازی ملی خود به ثمر رساند.
باسیناس نقش کلیدی در قهرمانی تیم ملی یونان در مسابقات یورو ۲۰۰۴ داشت که یک گل هم در بازی افتتاحیه و در مقابل تیم ملی پرتغال به ثمر رساند.
پس از بازنشستگی تئودوروس زاگوراکیس٬ بازوبند کاپیتانی تیم ملی یونان به باسیناس رسید.
آخرین بازی ملی وی در تاریخ ۱ آوریل ۲۰۰۹ در مسابقات مقدماتی جام جهانی ۲۰۱۰ رقم خورد.

## آمار بازی‌های ملی
| تیم ملی یونان | تیم ملی یونان | تیم ملی یونان |
| سال           | تعداد بازی    | تعداد گل      |
| ------------- | ------------- | ------------- |
| ۱۹۹۹          | ۶             | ۱             |
| ۲۰۰۰          | ۹             | ۰             |
| ۲۰۰۱          | ۷             | ۱             |
| ۲۰۰۲          | ۹             | ۰             |
| ۲۰۰۳          | ۷             | ۰             |
| ۲۰۰۴          | ۱۵            | ۱             |
| ۲۰۰۵          | ۱۳            | ۱             |
| ۲۰۰۶          | ۸             | ۰             |
| ۲۰۰۷          | ۱۰            | ۳             |
| ۲۰۰۸          | ۱۳            | ۰             |
| ۲۰۰۹          | ۳             | ۰             |
| مجموع         | ۱۰۰           | ۷             |

## گل‌های بین‌المللی
| #  | تاریخ          | محل برگزاری       | حریف       | گل  | نتیجه | مسابقات                       |
| -- | -------------- | ----------------- | ---------- | --- | ----- | ----------------------------- |
| ۱. | ۲۰ اوت ۱۹۹۹    | کاوالا٬ یونان     | السالوادور | ۳–۰ | برد   | بازی دوستانه                  |
| ۲. | ۲۸ فوریه ۲۰۰۱  | هراکلیون٬ یونان   | روسیه      | ۳–۳ | مساوی | بازی دوستانه                  |
| ۳. | ۱۲ ژوئن ۲۰۰۴   | پورتو٬ پرتغال     | پرتغال     | ۱–۲ | برد   | جام ملت‌های اروپا ۲۰۰۴         |
| ۴. | ۹ فوریه ۲۰۰۵   | آتن٬ یونان        | دانمارک    | ۲–۱ | برد   | مقدماتی جام جهانی ۲۰۰۶        |
| ۵. | ۲۸ مارس ۲۰۰۷   | والتا٬ مالت       | مالت       | ۰–۱ | برد   | مقدماتی جام ملت‌های اروپا ۲۰۰۸ |
| ۶. | ۱۷ نوامبر ۲۰۰۷ | آتن٬ یونان        | مالت       | ۵–۰ | برد   | مقدماتی جام ملت‌های اروپا ۲۰۰۸ |
| ۷. | ۲۱ نوامبر ۲۰۰۷ | بوداپست٬ مجارستان | مجارستان   | ۱–۲ | برد   | مقدماتی جام ملت‌های اروپا ۲۰۰۸ |

## افتخارات

### باشگاهی
پاناتینایکوس
- سوپر لیگ یونان: ٬۱۹۹۶ ۲۰۰۴
- جام حذفی یونان: ٬۲۰۰۴ نایب قهرمانی ۹۸–٬۱۹۹۷ نایب قهرمانی ۹۹–۱۹۹۸

 پورتسموث
- جام حذفی انگلستان: نایب قهرمانی ۲۰۱۰

### ملی
یونان
- جام ملت‌های اروپا: ۲۰۰۴